# Джованни да Ферентино
Джованни да Ферентино (Giovanni da Ferentino) — католический церковный деятель XIII века. Апостольский субдиакон, нотариус Святой Церкви. Вице-канцлер Святой Римской Церкви с 1203 по 1205 год. На консистории 1205 года был провозглашен кардиналом-дьяконом с титулом церкви Санта-Мария-ин-Виа-Лата. Участвовал в выборах папы 1216 года (Гонорий III).